# 5946 Hrozný
5946 Hrozný eller 1984 UC1 är en asteroid i huvudbältet som upptäcktes den 28 oktober 1984 av den tjeckiske astronomen Antonín Mrkos vid Kleť-observatoriet i Tjeckien. Den är uppkallad efter tjecken Bedřich Hrozný.
Asteroiden har en diameter på ungefär 8 kilometer.